# Trojanski satelit
Trojánski satelít (Trojánska lúna) je naravni satelit planeta, ki se nahaja v enako oddaljenih Lagrangeevih trikotniških točkah L4 ali L5 sistema starševskega planeta z luno. Imenujejo se podobno kot Jupitrova Trojanska skupina asteoridov, ki se nahaja v točkah L4 in L5 sistema Sonce-Jupiter.
Znani so štirje takšni Trojanci in vsi se nahajajo v Saturnovem sistemu: Telesta, najprej odkrit, in Kalipso se pod 60° oklepata Tetisa, Helena in novoodkriti Polidevk pa se pod enakim kotom oklepata Dione. Polidevk je 24. oktobra 2004 odkrila skupina Cassini Imaging Team. Vsi trije Trojanci, odkriti leta 1980, imajo skoraj krožno tirnico s skoraj nižno izsrednostjo, Polidevkova izsrednost pa je 0,0192.
Raziskali so tudi pripadajoči točki v sistemu Zemlja-Luna, vendar niso našli nobenega Trojanca, razen rahlo preobilje prahu (Kordylewskijevi oblaki).
Predloga:Natural satellites of the Solar System (compact)